# LittleCMS
LittleCMS (LCMS) ist eine plattformübergreifend verfügbare freie Software für Farbmanagement.
Die Software besteht aus einer (mit einem Speicherbedarf von unter 100k) sehr schlanken Programmbibliothek (liblcms). Dazu gibt es mit LPROF (oder LCMS Profiler) ein grafisches Werkzeug, um Farbprofile zu erstellen, und mehrere Kommandozeilenwerkzeuge. Zu ihnen gehören tifficc und jpegicc, um ICC-Profile in TIFF- beziehungsweise JFIF-Dateien einzubetten sowie icc2ps für PostScript-Dateien und icclink, um DeviceLink-Profile zu erzeugen.

## Geschichte
LCMS wurde 1998 von Marti Maria ins Leben gerufen, war eines der ersten freien Farbmanagement-Systeme und ist das einzige mit einer grafischen Oberfläche. Anfang 2004 stellte Maria die Unterstützung von LPROF ein. Im August 2005 wurde es zu einem SourceForge-Projekt, das jetzt von anderen weiter betreut wird. Im Rahmen der Freigabe von Java als freie Software wurde die unfreie Farbmanagement-Komponente des JDK durch LittleCMS ersetzt.

## Verbreitung
Auf Linux-Systemen ist es das verbreitetste seiner Art. Es wird unter anderem in Programmen wie Scribus, Firefox, CinePaint, Krita, Picasa und ImageMagick eingesetzt.